# Siddishallen
Siddishallen er  Stavanger 's første skøjtebane med en isflade anlagt i 1968. Siddishallen ligger i området Stavanger Forum og bruges af ishockeyholdene i byen. Ishockeyklubberne Viking Ishockeyklubb og senere Stavanger Oilers spillede deres hjemmekampe i Siddallen indtil 2012, da de flyttede til den nybyggede  DNB Arena, som ligger i samme område, fem kilometer vest for centrum. Mellem dem er Stavanger Ishall, som også blev taget i brug i 2012.